# Montperrin
Montperrin est un quartier situé dans la périphérie sud-ouest d'Aix-en-Provence faisant partie du canton d'Aix-en-Provence-Centre.
Le site, qui consiste pour l'essentiel en une colline, abrite un centre hospitalier et une faculté de droit, d'économie et des sciences. On pense que cette hauteur fut habitée dès l'époque protohistorique du fait de sa position proéminente dominant la route de Marseille. La découverte de pièces de monnaie massiliètes laisse envisager la présence d'un oppidum.

## Le centre hospitalier Montperrin
C'est en 1864 que le docteur Pontier, médecin d'Aix-en-Provence, incite les autorités municipales à acquérir un terrain au sud de la ville, une butte du nom de mont Perrin (Perrin étant le nom d'un propriétaire terrien). Un établissement médical y est construit entre 1867 et 1898. Il entre en activité en 1878 sous le nom d'« asile d'aliénés ». On fait du terrain entourant les bâtiments un lieu plaisant, planté de fleurs et d'arbres et agrémenté de fontaines, comme cela est de coutume dans les établissements d'aliénés du XIXe siècle. À la fin du XIXe siècle, l'équipe de soins est composée de 30 religieuses de Saint-Thomas de Villeneuve et de 34 infirmiers.
Des personnalités renommées y furent internées, comme le poète Germain Nouveau, en 1891.

## La faculté Montperrin
Montperrin est une composante de Université Aix-Marseille III.
Elle possède un grand amphithéâtre consacré aux cours de 1re année de droit, et deux petits amphithéâtres consacrés aux cours de sciences, ainsi que plusieurs salles de TD et de TP, une salle audiovisuelle, un laboratoire de langues, deux salles informatiques, ainsi qu'une bibliothèque universitaire.

### Cours donnés
- Mathématiques et informatique
- Méthodes informatiques appliquées à la gestion
- Sciences de la matière
- Sciences pour l'ingénieur
- Sciences naturelles
- Physique-chimie
- Droit (1re année)